# Кампотехар
Кампотехар (ісп. Campotéjar) — муніципалітет в Іспанії, у складі автономної спільноти Андалусія, у провінції Гранада. Населення — 1218 осіб (2021).
Муніципалітет розташований на відстані близько 330 км на південь від Мадрида, 34 км на північ від Гранади.

## Демографія
Динаміка населення (INE ):

## Галерея зображень

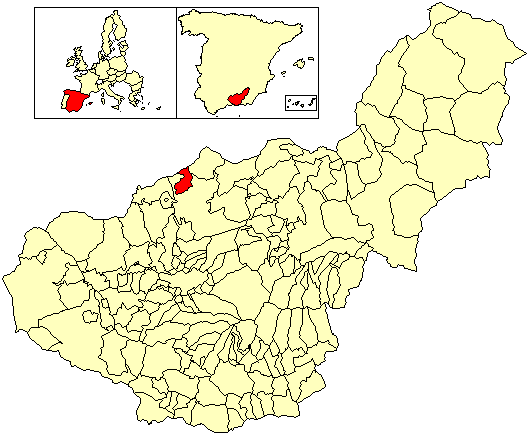
Розташування муніципалітету у провінції Гранада
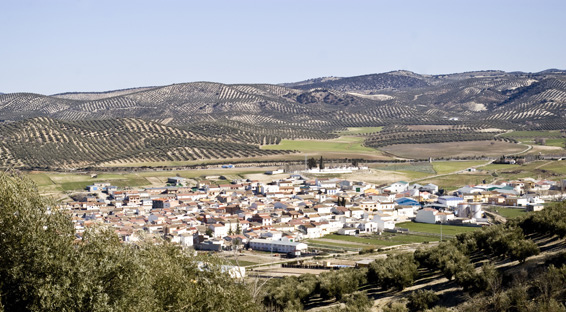
Панорама, Кампотеджар (2010)